# 犯罪侦查学
犯罪侦查学，也称刑事侦查学，是司法科学的刑事分支，与狱政学、警察科学和刑事学等相关法学关系较紧密。在人身权利方面，犯罪侦查学主要研究非正常死亡的犯罪现场调查，技术主要来自医学，刑讯逼供可引发冤案。被告方面，犯罪侦查学要进行同一认定；对于被害人，犯罪侦查学要进行身份辨认。手段有摄影、实验、勘查。在经济犯罪方面，用物理、化学和生物学的方法（如指纹学）做好文书（如笔迹、印章和印文）、痕迹的鉴定是关键。CSI效应最能反映时下对犯罪侦查学的重视。